# Scaphoideus hongdoensis
Scaphoideus hongdoensis är en insektsart som beskrevs av Kae Kyoung Kwon och Lee 1978. Scaphoideus hongdoensis ingår i släktet Scaphoideus och familjen dvärgstritar. Inga underarter finns listade i Catalogue of Life.